# Kamienica przy ulicy Karola Szymanowskiego 10 w Krakowie
Kamienica przy ulicy Karola Szymanowskiego 10 – zabytkowa kamienica znajdująca się w Krakowie, w dzielnicy V przy ul. Karola Szymanowskiego, na Krowodrzy. Budynek znajduje się bezpośrednio przy Parku Krakowskim im. Marka Grechuty.
Kamienica została wzniesiony w latach 1937–1938 według projektu architekta Samuela Manbera.
Budynek znajduje się w gminnej ewidencji zabytków.